# Raúl Gómez Castrillón
Raúl Gómez Castrillón (Las Palmas, Riohacha, La Guajira, Colombia, 1943-Tomarrazón, Riohacha, 23 de enero de 1991), conocido como 'El Gavilán Mayor' fue un narcotraficante colombiano.

## Biografía
Debía su apodo a una anécdota de su infancia. Trabajó como ayudante de un vehículo transportador de carga. Después logró acomodarse como acarreador de productos agrícolas. Con plata prestada empezó la siembra de la marihuana. Fue uno de los narcotraficantes y caporales de La Guajira y la Región Caribe colombiana, durante la bonanza marimbera.
Murió en una emboscada que le tendieron sus enemigos, con los cuales libraba una guerra que acababa con familias enteras.
Asumió que el vallenato compuesto por Hernando Marín titulado 'El Gavilán Mayor' (interpretado por Diomedes Díaz) era una apología a su persona, aunque en realidad el compositor se refiere a él mismo como el mejor compositor de su generación.
Aparece como amigo de Diomedes Díaz en la novela de RCN sobre el cantante.